# Schwaara
Schwaara is een gemeente in de Duitse deelstaat Thüringen, en maakt deel uit van de Landkreis Greiz.
Schwaara telt 132 inwoners.